# Ploské (Košice)
Ploské (in ungherese Lapispatak) è un comune della Slovacchia facente parte del distretto di Košice-okolie, nella regione di Košice.